# Stefano Eranio
Stefano Eranio (* 29. Dezember 1966 in Genua) ist ein ehemaliger italienischer Fußballspieler und heutiger -trainer. Der Mittelfeldspieler hatte seine größten Erfolge bei der AC Mailand, mit der er unter anderem dreimal italienischer Meister wurde.
Er wurde TV-Experte bei Radiotelevisione Svizzera (RSI), wurde dort 2015 aber auf Grund einer rassistischen Äußerung gegenüber Antonio Rüdiger entlassen.

## Erfolge
- Champions League: 1993/94
- Europäischer Supercup: 1994
- Italienische Meisterschaft: 1992/93, 1993/94, 1995/96
- Italienischer Supercup: 1992, 1993, 1994